# Johann von Lannoy

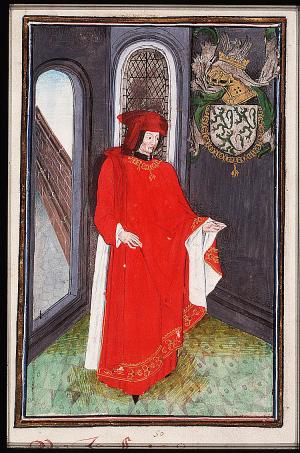
Jan van Lannoy im Statuten- und Wappenbuch des Ordens vom Goldenen Vlies in Den Haag, Königliche Bibliothek, KB 76 E 10, folio 63v

Johann III. Herr von Lannoy (niederländisch: Johan bzw. Jan van Lannoy, frz.:Jehan bzw. Jean de Lannoy) (* 27. April 1410; † 18. März 1493) war ein Angehöriger des westflämischen Adels, der im Laufe des 15. Jahrhunderts verschiedene Funktionen im Dienste der Herzöge von Burgund ausführte.

## Leben
Johann entstammte dem flämischen Adelsgeschlecht Lannoy (frz.: Maison de Lannoy). Die ersten zwanzig Jahre seiner Laufbahn brachte er mit der Teilnahme an verschiedenen Feldzügen zu.
So nahm er im Jahre 1430 an militärischen Auseinandersetzungen mit dem Hochstift Lüttich teil, im Jahre 1436 an einen Feldzug gegen die Engländer, im Jahre 1440 gegen Lothringen und 1447 gegen den Erzbischof von Köln.
Im Jahre 1448 wurde er dann schließlich von Herzog Philipp dem Guten als Nachfolger von Goswin de Wilde zum Statthalter von Holland und Zeeland ernannt.
Drei Jahre nach seiner Ernennung zum Statthalter wurde er im Jahre 1451 als Ritter in den Orden vom Goldenen Vlies aufgenommen.
Kurz darauf, 1452/53, nahm er an der Niederschlagung des Genter Aufstandes teil.
Er blieb bis 1462 Statthalter von Holland und Zeeland, wobei er 1459 zusätzlich noch Statthalter eines bei Lille (Ryssel) gelegenen Teil Flanderns wurde. Sein Nachfolger war Ludwig von Brügge (Lodewijk van Gruithuize).
Im Jahre 1468 kam es dann wegen zu engen Kontakten mit dem französischen Königshof zu
großen Reibereien zwischen Karl dem Kühnen und Lannoy.
Am Ende musste er sogar fliehen. Es gelang ihm jedoch nach einer Weile diesen Konflikt zu bereinigen.
Im Januar des Jahres 1477 verlor Karl der Kühne jedoch in der Schlacht bei Nancy sein Leben.
Als dessen Erbe Maria von Burgund wenige Jahre später, am 27. März 1482 in Wijnendale vom Pferd fiel und an den Folgen des Unfalls ebenfalls verstarb, wurde Maximilian von Österreich als Vormund von Marias Sohn Philipp zeitweilig Herrscher über Burgund.
Lannoy war nach Karls Tod zwischenzeitlich zum Kammerherrn Maximilians aufgestiegen und wurde wegen seiner früheren Kontakte zum französischen Hof an den Verhandlungen beteiligt, die 1482 zum Frieden von Arras (1482) führten.
Dieser Vertrag bewirkte die Aufteilung Burgunds zwischen den Vertragspartnern und führte damit faktisch zum Ende des Niederländisch-Burgundischen Staatswesens.
Zwar wurde einige Jahre später, im Jahre 1493 im Vertrag von Senlis sowohl Artesien als auch die Freigrafschaft Burgund vom französischen König an die Habsburger zurückgegeben, an der Aufteilung Burgunds änderte dies jedoch nichts. Lannoy, der sein ganzes Leben im Dienste Burgunds gestanden hatte, starb genau in diesem Jahr.

## Familie
Johann war der Sohn von Johann (Jean) II. von Lannoy und Jeanne de Croy, Tochter von Jean I. de Croÿ († 1415) und Marie de Craon.
Er heiratete 1. Jeanne de Brimeu († 25. Juni 1459), die einzige Tochter von Louis Tyrel, Herrn von Brimeux. Sie hatten zwei Töchter, von denen die eine jung verstarb. Die 2. Tochter Jeanne heiratete Philippe von Horn, Herrn von Gaasbeek († 1489).

Seit 1460 war Johann in 2. Ehe mit Jeanne de Ligne († 15. März 1494), Tochter von Michael de Ligne und Bonne d'Abbeville, verheiratet. Aus dieser Ehe entstammten 8 Kinder, darunter:
- Louis (* 19. September 1464, jung verstorben).
- Bonne, verheiratet mit ihrem Cousin Philippe de Lannoy, Herrn von Santes († 1535).
- Marie, verheiratet mit Jean de Beauffort.
- Jacqueline, verheiratet mit Jean II. de Hénin-Liétard († vor 1514).

## Nachweise
1. ↑  Johan van Lannoy 1448–1462 - Lodewijk van Gruithuize (Memento des Originals vom 31. Mai 2013 im Internet Archive)  Info: Der Archivlink wurde automatisch eingesetzt und noch nicht geprüft. Bitte prüfe Original- und Archivlink gemäß Anleitung und entferne dann diesen Hinweis.